# Richard Hawley Tucker
Richard Hawley Tucker (* 29. Oktober 1859 in Wiscasset, Maine; † 31. März 1952 in Palo Alto, Kalifornien) war ein US-amerikanischer Astronom. 
Tucker studierte an der Lehigh University Ingenieurwissenschaften, entdeckte aber bald sein Interesse für die Astronomie. Nach seinem Abschluss im Jahre 1879 trat er eine Stelle als Assistent am Dudley Observatory an. 1883 kehrte er als Dozent für Mathematik und Astronomie an die Lehigh University zurück. Ein Jahr später erhielt er ein Angebot der argentinischen Nationalsternwarte, um an einer Untersuchung des südlichen Sternenhimmels mitzuarbeiten. Er blieb dort insgesamt neun Jahre und wechselte 1893 an das Lick-Observatorium. Dort beschäftigte er sich mit der präzisen Messung von Sternenpositionen. 
1908 reiste er als Teilnehmer einer Expedition nach San Luis in Argentinien. Die dort vorgenommenen Messungen von Sternpositionen des südlichen Himmelsteils, zu denen er selbst über 20.000 beitrug, wurden in den Katalog des Dudley Observatoriums aufgenommen.
Nach der Arbeit in Argentinien kehrte er an das Lick Observatory zurück und blieb dort bis zu seinem Ruhestand 1926.
Tucker veröffentlichte während seiner Karriere 53 wissenschaftliche Artikel.
Der Mondkrater Tucker wurde nach ihm benannt.